# Společnost sester Ježíšových
Společnost sester Ježíšových (SSJ - Societas sororum Jesu) je katolická ženská řeholní rodina s česko-rakouskými kořeny.

## Historie kongregace
Společnost sester Ježíšových má poměrně krátkou historii. Vznikla v roce 1981 v Klagenfurtu v Rakousku a u jejího zrodu stál český jesuita P. Robert Kunert SJ, tou dobou v exilu. V roce 1984 společnost schválil klagenfurtský biskup Msgre. Egon Kapellari.
Po roce 1989 se společnost rozšířila do České republiky. Společnosti vyšel vstříc tehdejší olomoucký arcibiskup František Vaňák a díky němu byl zřízen noviciát společnosti na bývalé faře v obci Moravská Huzová. V roce 1993 nástupce arcibiskupa Vaňáka na olomouckém stolci - Msgre. Jan Graubner schválil stanovy společnosti a českou část společnosti vůbec.
V roce 2002 se Společnost sester Ježíšových stala řeholním institutem diecézního práva (čili podléhající biskupovi té které diecéze, ve které se nachází).

## Současnost kongregace
V současnosti má Společnost celkem 41 členek a její hlavní sídlo je v Olomouci. Další domy společnosti jsou na těchto místech:
V České republice:
- Kožušany
- Český Těšín
- Ústí nad Orlicí
- Olešná
- Praha

V Rakousku:
- Vídeň
- Klagenfurt

## Poslání
Sestry se věnují nejrůznějším činnostem uvnitř katolické církve a apoštolátu. Pilíře jejich činnosti jsou:
- Služba církvi
- Výchova a vzdělávání
- Péče o staré a nemocné
- Kontakty s mládeží